# Anna Cieplak
Anna Cieplak (ur. 1988 w Dąbrowie Górniczej) – polska pisarka dwukrotnie nominowana do Nagrody Literackiej Nike, animatorka kultury, aktywistka miejska, w latach 2008–2019 związana z Krytyką Polityczną. Laureatka Nagrody Conrada i Nagrody Literackiej im. Witolda Gombrowicza za powieść Ma być czysto. Na motywach tej powieści powstał film Ostatni komers. 

## Życiorys
Anna Cieplak urodziła się w Dąbrowie Górniczej, tam też ukończyła V LO im. Kanclerza Jana Zamoyskiego. Studiowała pedagogikę na Wydziale Etnologii i Nauk o Edukacji Uniwersytetu Śląskiego. Prezeska Fundacji Pracownia Współtwórcza.

## Książki
- Zaufanie (wraz z Lidią Ostałowską), Wydawnictwo Krytyki Politycznej, Warszawa 2015
- Ma być czysto, Wydawnictwo Krytyki Politycznej, Warszawa 2016
- Lata powyżej zera, Znak, Kraków 2017[8]
- Lekki bagaż, Znak, Kraków 2019
- Rozpływaj się, Wydawnictwo Literackie, Kraków 2021
- Ciało huty, Wydawnictwo Literackie, Kraków 2023[9]

## Nagrody i nominacje
- Nagroda Literacka im. Witolda Gombrowicza 2017 za powieść Ma być czysto[10][3]
- Nagroda Conrada (2017) za powieść Ma być czysto[11]
- nominacja do Nagrody Literackiej Gdynia 2017 w kategorii: proza za powieść Ma być czysto[12]
- nominacja do Paszportów Polityki 2017 za powieść Lata Powyżej zera[13]
- nominacja do Nagrody Literackiej „Nike” 2018 za Lata powyżej zera[14]
- nominacja do European Union Prize for Literature[15] 2019 za Lekki bagaż
- nominacja do  Nagrody Literackiej „Nike” 2022 za powieść Rozpływaj się[16]
- Śląska Nagroda Literacka Honoris Krauza 2024 za powieść Ciało huty[17]